# Cantón de Dornes
El cantón de Dornes era una división administrativa francesa, que estaba situada en el departamento de Nièvre y la región de Borgoña.

## Composición
El cantón estaba formado por nueve comunas:
- Cossaye
- Dornes
- Lamenay-sur-Loire
- Lucenay-lès-Aix
- Neuville-lès-Decize
- Saint-Parize-en-Viry
- Toury-Lurcy
- Toury-sur-Jour
- Tresnay

## Supresión del cantón de Dornes
En aplicación del Decreto n.º 2014-184 de 18 de febrero de 2014, el cantón de Dornes fue suprimido el 22 de marzo de 2015 y sus 9 comunas pasaron a formar parte; seis del nuevo cantón de Saint-Pierre-le-Moûtier y tres del nuevo cantón de Decize.